# EC21
EC21 또는 이씨이십일은 대한민국 수출마케팅 및 무역컨설팅 전문기업이다. 지난 2000년 한국무역협회(KITA)로부터 분사한 이후 글로벌 B2B e-Market Place인 www.ec21.com 사이트 운영을 비롯하여 수출 인프라 구축, 해외 시장조사, 해외 바이어 발굴, 무역 실무교육에 이르기까지 한국 중소기업의 해외시장 개척을 활발히 지원하고 있다. EC21은 서울특별시 강남구 삼성동 무역센터 트레이드타워 5층과 11층에 위치한다.

## 사업 분야
구체적인 사업 분야로는 해외 바이어 발굴, 해외 유명 검색엔진 마케팅 등 바이어 알선 사업과 해외시장조사, 무역컨설팅, 무역전문가양성 등 컨설팅 및 교육사업, 해외전시회 마케팅대행, 해외시장개척단, 해외바이어 초청 등 컨벤션 사업, 그리고 수출대행 및 실무지원, 수출인큐베이팅 등 무역대행사업을 수행하고 있다.
(주)이씨이십일(EC21 INC.)은 이와 같은 해외마케팅사업의 효율적인 수행을 위하여 전 세계 30여개국에 현지 네트워크를 갖추고 있음은 물론, 구글(Google)의 해외광고 프리미엄 파트너일 뿐만 아니라, 유럽연합(EU) 집행위원회 주관 "EU Gateway Programme"의 한국 사무국으로서 유럽 기업과 한국 기업 간의 비즈니스를 지원하고 있다.

## 주요 서비스

### 해외시장조사 부문
- 해외 시장조사
- 해외 진출전략 컨설팅
- 해외 산업전문조사
- 해외 정보큐레이션

### 바이어발굴 부문
- 맞춤형 바이어 발굴
- 온라인 수출지원
- 검색엔진 마케팅(SEM)
- Trade OK
- Trade PRO

### 전시컨벤션 부문
- 전시회 마케팅 대행
- 전시회 사전 마케팅
- 해외시장 개척단
- 해외바이어 초청
- EU Gateway Programme

### 홍보컨텐츠제작 부문
- 인포그래픽스
- 해외 상품홍보지(World Trade Zone)
- 워드프레스 외국어 홈페이지 제작
- 동영상제작

## 주요 연혁
- 2012년 글로벌 뉴미디어마케팅 브랜드 MOZZ 보관됨 2014-05-03 - 웨이백 머신 런칭
- 2010년 UN세계식량계획(World Food Programme)과 기업파트너 협약 체결
- 2008년 유럽연합(EU) 집행위원회 주관 EU Gateway Programme 한국 사무국 운영개시
- 2004년 제8회 한국 e-비즈니스 대상 산업자원부 장관상 수상
- 2003년 산업자원부 e-무역상사 선정
- 2002년 제3회 eTrade상 수상
- 2001년 외국인 투자기업 등록
- 2000년 (美) MeetWorldTrade社와 사업제휴 및 투자유치
- 2000년 한국무역협회로부터 분사
- 1997년 한국무역협회 전자거래알선 서비스 EC21 오픈

## 같이 보기
- 한국무역협회
- 알리바바 그룹